# یک زن، دو دوست، چهار عاشق
یک زن، دو دوست، چهار عاشق (ایتالیایی: Una moglie, due amici, quattro amanti) یک فیلم کمدی سکسی سبک ایتالیایی به کارگردانی میکله ماسیمو تارنتینی است که در سال ۱۹۸۰ منتشر شد.

## گزیدهٔ بازیگران
- رنتسو مونتانیانی
- الگا کارلاتوس
- لوچانو سالچه
- لوچو مونتانارو
- راجر براون
- مارینا هدمن
- فرانکو آنگریزانو
- ویرا درودی
- توماس رودی